# Akkanahalli, Chiknayakanhalli
Akkanahalli là một làng thuộc tehsil Chiknayakanhalli, huyện Tumkur, bang Karnataka, Ấn Độ.